# Illice hilaris
Illice hilaris är en fjärilsart som beskrevs av Felder 1875. Illice hilaris ingår i släktet Illice och familjen björnspinnare. Inga underarter finns listade i Catalogue of Life.